# Dexia nivifera
Dexia nivifera är en tvåvingeart som först beskrevs av Walker 1861.  Dexia nivifera ingår i släktet Dexia och familjen parasitflugor. Inga underarter finns listade i Catalogue of Life.